# Parque Chico Mendes
O Parque Chico Mendes é uma área verde brasileira, localizada em Porto Alegre, no bairro Mário Quintana. Seu nome é uma homenagem ao seringueiro Chico Mendes, morto em 1988.
O parque, com uma área de 25,29 hectares, é muito apreciado pelos moradores do bairro e do Jardim Dona Leopoldina. A área destinada ao lazer conta com quatro canchas polivalentes (vôlei, basquete e futebol de salão), dois campos de futebol, duas canchas de bocha, praça infantil, além de churrasqueiras espalhadas por toda a área. O memorial Chico Mendes e o anfiteatro ao ar livre se destinam à cerimônias oficiais e programações culturais, como eventos musicais, peças teatrais e manifestações da comunidade.
Foi construído em 12 de dezembro de 1991 e inaugurado um ano depois.
Atualmente o parque encontra-se em situação de completo abandono e descaso. Muito comum ocorrer crimes ali.[carece de fontes?]